# 迪塞苏巴隆
迪塞苏巴隆（法語：Dissé-sous-Ballon，法語發音：[dise su balɔ̃]）是法国萨尔特省的一个旧市镇，属于马梅尔斯区。2019年，迪塞苏巴隆并入市镇马罗勒莱布罗。

## 地理
迪塞苏巴隆（48°14'14"N, 0°17'51"E）面积3.55 平方千米，位于法国卢瓦尔河地区大区萨尔特省，该省份为法国西北部内陆省份，北起顺时针与奥恩省、厄尔-卢瓦省、卢瓦-谢尔省、安德尔-卢瓦尔省、曼恩-卢瓦尔省和马耶讷省接壤，是法国大西部的入口，连接卢瓦尔河谷、布列塔尼和巴黎盆地。
与迪塞苏巴隆接壤的市镇（或旧市镇、城区）包括：马罗勒莱布罗、当热勒、梅济耶尔叙蓬图安、圣艾尼昂。

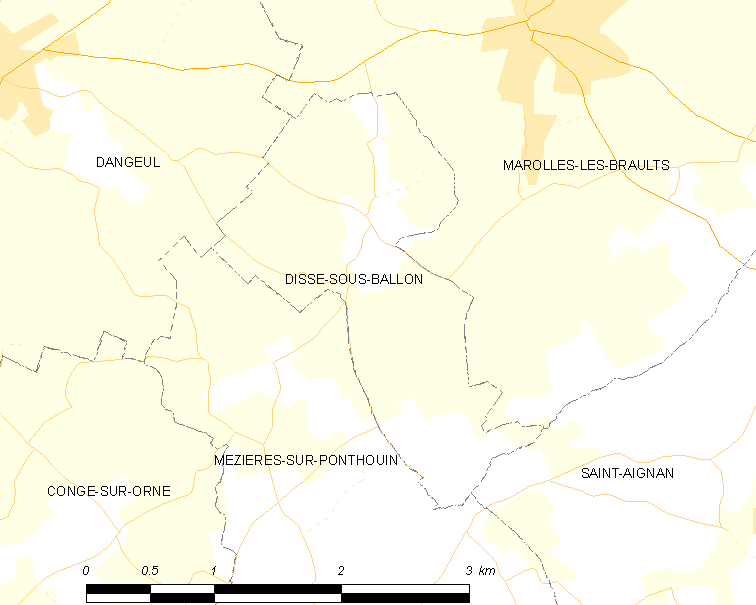
迪塞苏巴隆的OSM定位图

迪塞苏巴隆的时区为UTC+01:00、UTC+02:00（夏令时）。

## 行政
迪塞苏巴隆的邮政编码为72260，INSEE市镇编码为72116。

## 政治
迪塞苏巴隆所属的省级选区为马梅尔斯县。

## 人口

1962-2008年间迪塞苏巴隆人口变化图示

迪塞苏巴隆于2018年1月1日时的人口数量为143人。